# کوستوژ
کوستوژ (به فرانسوی: Coustouges) یک کمون در فرانسه با جمعیت ۱۳۴ نفر است که در Canton of Prats-de-Mollo-la-Preste واقع شده‌است.